# Зубович, Егор Вячеславович
Его́р Вячесла́вович Зубо́вич (бел. Ягор Вячаслававіч Зубовіч; род. 1 июня 1989, Узда, Минская область) — белорусский футболист, нападающий гродненского «Немана». Мастер спорта Республики Беларусь.

## Карьера

### Клубная
Воспитанник узденской ДЮСШ. Первый тренер — Владимир Борисевич. После играл за юношей минского «Торпедо». На профессиональном уровне выступал за минские «Динамо» и «Партизан», жодинское «Торпедо», бобруйскую «Белшину».
В 2012 году был приобретён польской «Ягеллонией». Через две недели был уволен главный тренер команды Чеслав Михневич, а новый тренер не видел Зубовича в составе. В результате Егор оказался в аренде в новополоцком «Нафтане». Позднее аренда не раз продлевалась. В январе 2013 года было подписано очередное соглашение.
В июле 2013 года был арендован гродненским «Неманом», где смог закрепиться в качестве основного нападающего. По окончании сезона вернулся в «Ягеллонию», однако уже в феврале 2014 года снова оказался в «Немане». Первую половину сезона 2014 провёл на позиции центрального нападающего, позже опустился на место атакующего полузащитника. С 12 голами стал лучшим бомбардиром клуба в сезоне.
В январе 2015 года, покинув «Неман» по окончании аренды, вернулся в Польшу. Однако, в результате не отправился на сбор белостокского клуба в Турцию. Позднее находился на просмотре в «Слуцке», с которым в марте 2015 года подписал арендное соглашение. С 8 голами стал лучшим бомбардиром клуба в сезоне 2015. По окончании срока аренды вернулся в «Ягеллонию».
За польский клуб футболист так и не провёл ни одного матча. 1 марта 2016 стало известно, что Зубович расторг контракт с «Ягеллонией» в одностороннем порядке (в связи с неоднократными и грубыми нарушениями клубом условий соглашения, в том числе систематической невыплатой зарплаты).
17 марта подписал контракт с минским «Динамо». Уже во второй официальной игре за клуб отличился голом, выйдя на замену на 84 минуте (против «Торпедо-БелАЗ», 2:0). В декабре 2016 года по окончании контракта покинул столичный клуб.
В феврале 2017 года находился на просмотре в карагандинском «Шахтёре», однако позднее подписал соглашение с «Торпедо-БелАЗ». В составе жодинцев стал одним из основных нападающих, играл во всех 30 матчах чемпионата, с 11 голами стал лучшим бомбардиром команды. По окончании сезона в ноябре 2017 года покинул клуб.
В декабре 2017 года стал игроком малайзийского клуба «Малакка Юнайтед». Был основным игроком команды, в сезоне 2018 с 12 голами стал четвёртым бомбардиром чемпионата Малайзии. В декабре 2018 года покинул клуб.
В январе 2019 года в очередной раз стал игроком минского «Динамо». В начале сезона 2019 зачастую выходил на замену, позднее стал привлекаться в стартовую обойму. В начале 2020 года тренировался с динамовцами, однако в феврале по соглашению сторон покинул столичный клуб.
В феврале 2020 года подписал контракт с клубом «Жетысу», где чаще всего выходил на замену. В январе 2021 года стало известно, что Зубович вместе с другими белорусскими игроками покинул«Жетысу».
В феврале 2021 года присоединился к гродненскому «Неману». В декабре 2022 года продлил контракт с клубом.
24 мая 2025 года вышел на замену на 63-й минуте финального матча Кубка Беларуси с «Торпедо»-БЕЛАЗом, а на 80-й минуте забил третий гол «Немана», установив окончательный счет (3:0). Стал обладателем Кубка страны второй сезон подряд и третий в карьере.

### В сборной
Участник Олимпийских игр 2012 в Лондоне. Выступал за молодёжную сборную Беларуси в товарищеских матчах.

## Достижения
- Серебряный призёр чемпионата Беларуси: 2008, 2023
- Бронзовый призёр чемпионата Беларуси: 2016
- Обладатель Кубка Беларуси: 2011/12, 2023/24, 2024/25